# 濟科 (韋拉克魯斯州)

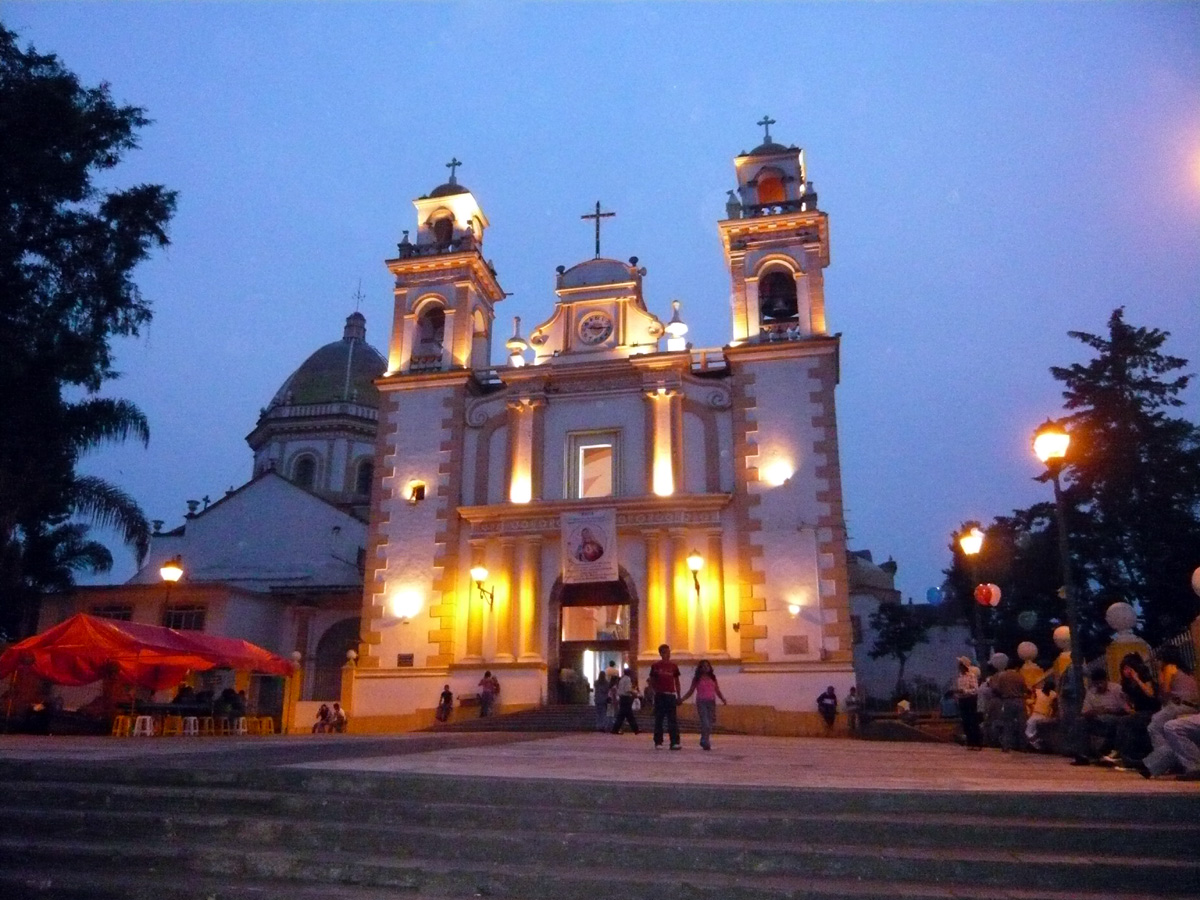
濟科的教堂

濟科（西班牙語：Xico）是位於墨西哥韋拉克魯斯州中部的一座城市，人口38,198人（2015年）。它生產咖啡、熱帶水果、葡萄酒、手工藝品和其他產品。距州首府哈拉帕25公里。每年七月，濟科都會舉行非常盛大的鬥牛活動。2011年12月6日，濟科被宣佈為墨西哥魔法小鎮。

## 外部連結
- （西班牙語） Municipal Official Site （页面存档备份，存于）